# Shō Shitsu
Shō Shitsu (尚質 Thượng Chất,  1629-1668) là một vị vua của vương quốc Lưu Cầu, ông trị vì từ năm 1648 đến khi mất vào năm 1668. Ông là đệ tứ vương tử của vua Shō Hō, ông được đặt tên là vương tử Sashiki vào năm 1637 khi lên tám tuổi, và được trao gian thiết (magiri) Sashiki làm lãnh địa. Năm 1645, lãnh địa của ông được chuyển thành Nakagusuku magiri, và tước hiệu của ông cũng trở thành Vương tử của Nakagusuku.
Shō Shitsu kế vị người anh trai là Shō Ken năm 1648. Triều đại của ông trùng hợp với thời kỳ biến loạn tại Trung Quốc, và cuối các lực lượng trung thành với nhà Minh vốn đã bị đánh bại năm 1644, vẫn tiếp tục chiến đấu chống nhà Thanh. Trong ít nhất một lần, các tàu triều cống của Lưu Cầu đã bị hải tặc hoặc quân nổi dậy tấn công, giết chết ít nhất một thủy thủ Lưu Cầu và lấy đi nhiều đồ vật khác nhau; phiên Satsuma tuyên bố người đứng đầu sứ thần và những người đi cùng mắc lỗi và hành quyết họ. Một sự cố khác liên quan đến việc tấn công một phái đoàn Lưu Cầu trên đường đến Bắc Kinh; lần này những người Lưu Cầu đã đánh bại nhưng kẻ tấn công, và Hirata Tentsu trở hành một anh hùng dân tộc.
Mặc dù ban đầu có một số điều không chắc chắn, đặc biệt là ở Nhật Bản, rằng vương quốc có hỗ trợ triều đại mới hay quân nổi dậy nhà Minh hay không,Mạc phủ Tokugawa giao việc giải quyết chuyện này cho Satsuma. Đệ nhất vương tử của Shō Ken là Shō Tei, người về sau kế vị ngai vàng, đã đến Bắc Kinh và trình quốc ấn hoàng gia chính thức của vương quốc do nhà Minh trước đây ban cho, cho triều đình nhà Thanh, sau đó, nhà Thanh trao cho vương tử quốc ấn mới cho vương quốc và tuyên bố chính thức công nhận Shō Shitsu là vua.
Một số cải cách lớn đã được thực hiện trong những năm cuối cùng của giai đọa  Shō Shitsu trị vì, chủ yếu dưới sự hướng dẫn hoặc đề nghị của Shō Shōken, người được bổ nhiệm làm nhiếp chính (sessei), một vị trí tương đương với tể tướng vào năm 1666. Shō Shōken cũng biên soạn Trung Sơn thế giám ("Chūzan Seikan"), cuốn sử đầu tiên của vương quốc, theo lệnh của nhà vua.
Ôn qua đời năm 1668, và được táng tại lăng mộ hoàng gia Tamaudun, người người kế vị là vương tử cả, Shō Tei.